# John Caswell
John Caswell (1654 or 1655 – 28 April 1712) va ser un matemàtic anglès que va ser professor savilià d'astronomia a la Universitat d'Oxford des de 1709 fins a la seva mort.

## Vida i Obra
John Caswell, era nascut a Crewkerne, Somerset, i va ingressar al Wadham College de la Universitat d'Oxford, el març de 1671 quan tenia setze anys. Es va graduar el 1674 i va obtenir el seu Master of Arts el 1677. Va ser deixeble de John Wallis.
Va treballar amb el cartògraf John Adams en el reconeixement d'Anglaterra i Gal·les que Adams va començar a finals del segle xvii. El 1709, va ser escollit Professor Savilià d'Astronomia, i també va ser sots director del Hart Hall d'Oxford.
Va estar molt en contacte amb el matemàtic escocès Robert Simson a qui va recomanar quan va ser candidat a professor de Matemàtiques a la Universitat de Glasgow. Entre les obres publicades de Caswell s'inclou un llibre de trigonometria de 1685.
Va morir el 28 d'abril de 1712, i està enterrat al cementiri Holywell d'Oxford.